# Alfredo Sousa Almandoz
Alfredo Sousa Almandoz, (Caraz, 6 de septiembre de 1904 – Lima, 26 de mayo de 1987) fue un marino peruano. Durante el gobierno del general Manuel A. Odría fue ministro de Marina (1955-1956) y ministro interino de Relaciones Exteriores (1956).

## Biografía
Sus padres fueron Ernesto Sousa Matute y Sara Almandoz Olivera. Estudió en la Escuela Naval del Perú (1921-1926) de donde egresó como alférez de fragata. Sirvió en el submarino R-2, del que fue nombrado segundo comandante en 1932. Al estallar el conflicto con Colombia, se embarcó en el crucero Lima, llegando a Iquitos en 1933.
Participó luego en la guerra con Ecuador a bordo del R-4 (1941). Fue comandante de la División de Submarinos (1942), agregado naval en Gran Bretaña (1944) y en Estados Unidos (1945), adjunto al jefe de la Misión Naval Norteamericana, jefe de Estado Mayor de la Escuadra (1946), comandante del Almirante Grau (1947), del Coronel Bolognesi y de la División de Cruceros. Presidió la Comisión Peruana de Límites con el Ecuador (1951), fue director de la Escuela Naval y de las Escuelas Técnicas (1954), jefe de Estado Mayor General de Marina y ministro de Marina (1955). Interinamente se encargó de la Cancillería por unos días, por ausencia de su titular Luis Edgardo Llosa G.P. (1956).
En 1955 ascendió a contralmirante. Luego fue comandante de la Fuerza Fluvial del Amazonas (1958) y jefe del Estado Mayor del Comando Conjunto de las Fuerzas Armadas (1960). En 1961 ascendió a vicealmirante.